# Sektion Bayerland des Deutschen Alpenvereins
Die Sektion Bayerland des Deutschen Alpenvereins (DAV) e. V. ist eine Sektion des Deutschen Alpenvereins mit Sitz in München.
Sie hat 348 Mitglieder (Stand: 31. Dezember 2024), womit sie eine der kleineren Sektionen des Deutschen Alpenvereins ist. Sie wurde 1895 von Mitgliedern der Sektion München als 217. Sektion des Deutschen und Österreichischen Alpenvereins (DuOeAV) gegründet.

## Geschichte
Am 11. Dezember 1895 beschloss die Sektion München des DuOeAV auf einer Generalversammlung den Bau des Münchner Hauses auf der Zugspitze. Einige mit diesem Beschluss unzufriedene Mitglieder beschlossen die Gründung der Sektion Bayerland. Diese wurde am 27. Dezember 1895 in München gegründet und wollte „ausübende Touristen“ vereinigen. Bis heute werden Mitglieder nur nach Vorlage eines Tourenberichts aufgenommen. Die Sektion ist Mitglied im Trägerverein des DAV Kletter- und Boulderzentrum München-Süd in Thalkirchen. Unter dem Titel „Der Bayerländer“ veröffentlicht die Sektion seit ihrer Gründung Mitteilungen zum Sektionsgeschehen.
Bis zum Jahr 1990 war es Frauen dezidiert nicht möglich, Mitglied in der Sektion Bayerland zu werden. Damit war die Sektion Bayerland zu dieser Zeit – neben der Sektion Berggeist – die einzige Sektion, die kategorisch keine Frauen aufnahm.

## Sektionsvorsitzende
Eine chronologische Übersicht über alle Präsidenten der Sektion seit Gründung.
| Amtszeit  | Präsident          |
| --------- | ------------------ |
| 1895–1896 | Max Madlener       |
| 1897–1902 | Hans Rehm          |
| 1903–1906 | Eugen Oertel       |
| 1907      | Hans Staudinger    |
| 1908–1920 | Eugen Oertel       |
| 1921–1922 | August Ammon       |
| 1923      | Karl Hilz          |
| 1924–1926 | Eduard Strobel     |
| 1927      | Anton Schmid       |
| 1928      | Wilhelm Welzenbach |

| Amtszeit  | Präsident       |
| --------- | --------------- |
| 1929–1931 | August Ammon    |
| 1932–1945 | Walter Hartmann |
| 1947–1953 | Fritz Schmitt   |
| 1954–1955 | Kurt Hausmann   |
| 1956      | Walter Hartmann |
| 1957–1958 | Georg Steiner   |
| 1959–1966 | Walter Hartmann |
| 1967–1974 | Fritz Weidmann  |
| 1975–1982 | Walter Welsch   |
| 1983–1988 | Georg Welsch    |

| Amtszeit  | Präsident         |
| --------- | ----------------- |
| 1989–1990 | Wolfgang Melle    |
| 1991–1993 | Walter Stürmer    |
| 1994–1995 | Rudolf Rother     |
| 1996–1999 | Michael Olzowy    |
| 2000–2001 | Georg Welsch      |
| 2002–2011 | Herwig Sedlmayer  |
| 2012      | Bernd Pörtl       |
| 2013–2015 | Walter Lackermayr |
| seit 2015 | Till Rehm         |

## Bekannte Mitglieder (unvollständig)
- Hans Ertl
- Albert Höcht
- Paul Preuß[9]
- Giovanni Piaz[10]
- Hans Dülfer[11]
- Otto Herzog[12]
- Anderl Heckmair[13]
- Gustl Kröner[14]
- Karl Mägdefrau[15]
- Otto Eidenschink[16]
- Martin Schließler[17]
- Ludwig Gramminger[18]
- Nicholas Mailänder
- David Göttler[19]
- Katrin Gründler[20]
- Wilhelm Welzenbach
- Martin Feistl
- Roland Stierle

## Selbstversorgerhütten
- Fritz-Pflaum-Hütte, Kaisergebirge
- Alte Meilerhütte, Wettersteingebirge

und zwei weitere, nur für Sektionsmitglieder zugängliche Hütten.